# Исламов, Юрий Верикович
Юрий Верикович Исламов (узб. Yuriy Verik o'g'li Islomov; 5 апреля 1968, Арсланбоб, Ленинский район, Ошская область, Киргизская ССР, СССР — 31 октября 1987, кишлак Дури, провинция Забуль, Демократическая Республика Афганистан) — командир отделения 186-го отдельного отряда специального назначения 22-й гвардейской отдельной бригады специального назначения ГРУ ГШ МО СССР 40-й армии Краснознамённого Туркестанского военного округа, Ограниченный контингент советских войск в Демократической Республике Афганистан), гвардии младший сержант. Герой Советского Союза (1988, посмертно).

## Биография
Родился 5 апреля 1968 года в селении Арсланбоб ныне Базар-Коргонского района Джалал-Абадской области Киргизии в семье лесничего и работницы почты.
После окончания начальной школы переехал к бабушке в город Талица Свердловской области, где в 1985 году окончил 10 классов. В школе занимался лыжным спортом (1-й взрослый разряд, чемпион Свердловской области). В 1986 году окончил 1-й курс Свердловского лесотехнического института и прошёл курс обучения в парашютной секции. В институте увлекался боксом.

### Служба в Афганистане
В Советской Армии с ноября 1986 года. После учебного подразделения проходил службу в составе ограниченного контингента советских войск в Афганистане. С мая по октябрь 1987 года участвовал в 11 боевых выходах.
Из наградного листа о представлении к званию Героя Советского Союза:
Проявив мужество и героизм, комсомолец Юрий Исламов, входивший в состав разведывательной группы, погиб в бою 31 октября 1987 года у кишлака Дури в провинции Забуль, в зоне афгано-пакистанской границы.

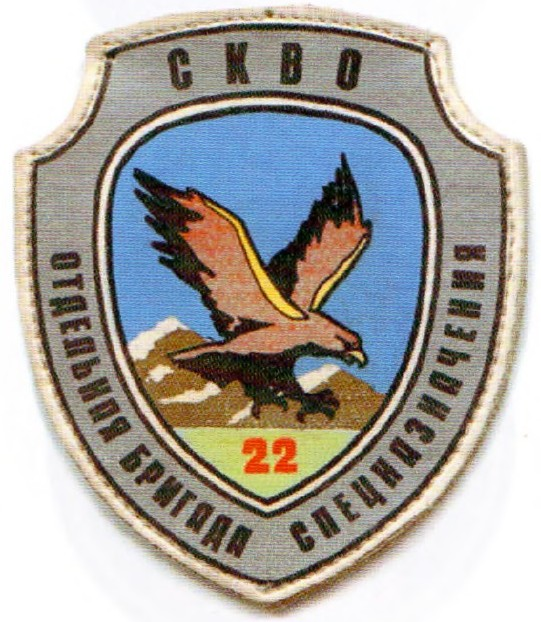
Эмблема 22-й отдельной бригады специального назначения

Указом Президиума Верховного Совета CCCP от 3 марта 1988 года за мужество и героизм, проявленные при исполнении воинского долга в республике Афганистан, младшему сержанту Исламову Юрию Вериковичу было присвоено высшее звание Героя Советского Союза (посмертно).
Представитель военного командования генерал-майор Чечеватов [Чечеватов, Виктор Степанович], посетив село Арсланбоб Киргизской ССР, вручил родителям погибшего солдата орден Ленина и «Золотую Звезду» героя (№ 11570).

### Семья
Отец — Верик (Берик) Эргашевич Исламов по национальности узбек был лесничим. Мать — Любовь Игнатьевна Корякина по национальности русская была работницей почты. Есть старший брат Александр и младшая сестра Татьяна оба проживают в городе Талица Свердловская область.

## Награды
- Медаль «Золотая Звезда» (№ 11570) (3.03.1988, посмертно);
- орден Ленина (3.03.1988, посмертно)
- медаль «За отвагу».

## Память
- Почётный гражданин города Талица Свердловской области
- Имя Героя присвоено школе № 34 в селе Арсланбоб[1], где организован музей героя и где он был зачислен в списки молодёжной бригады одного из предприятий местной промышленности.
- С 23 ноября 2004 года его имя носит Свердловская областная организация Российского союза ветеранов Афганистана[2].
- О Юрии Исламове в 2003 году был снят документальный фильм «Твои герои, Урал»[3].
- В городе Талица Свердловской области спортивная школа[4] и в 2014 году одна из улиц в городах Талица и Екатеринбурге названы его именем[5][6].
- В городах Талица и Екатеринбурге ежегодно проводятся лыжные соревнования на приз Ю. Исламова, ежегодный Кубок по армейскому рукопашному бою[7].
- В городе Талица проводятся традиционный межрегиональный боксёрский турнир им. Ю. Исламова[8].
- В талицких школах 3 ноября-ежегодно проходят «Неделя памяти Юры Исламова», уроки мужества и вахты памяти, фестивали солдатской песни «Вернусь я, мама!», а также районные краеведческие чтения «Герой земли Талицкой», фестивали народной культуры.